# Феликс Мецский
Феликс Мецский
Известны два епископа Меца:
- святой Феликс I Мецский (первая половина IV века) — третий по счёту епископ, прибывший в те края диаконом на проповедь Евангелия вместе со святыми Климентом, первым епископом города Мец, и Селестом, в ту пору священником, а затем - вторым епископом Мецским. Святой Феликс, по преданию, возглавлял епархию  42 года [1]. Его мощи были перенесены в епархию Бамберг при императоре Священной Римской империи Генрихе II Святом [2]. День памяти — 21 февраля. Его преемником на кафедре Меца стал святой Пациент.
- святой Феликс II Мецский (умер в 731 год) — тридцать третий епископ Мецский, возглавлявший епархию в 715—717 годах. С незапамятных времён святого Феликса почитают в храме святого Симфориена, где почивают его святые мощи. День памяти — 22 декабря[1].